# 本篤十五世
本篤十五世（拉丁語：Benedictus PP. XV，1854年11月21日—1922年1月22日，原名賈科莫·德拉·基耶薩（義大利語：Giacomo della Chiesa），於1914年5月3日－1922年1月22日出任教宗，意大利人。

教宗本篤十五世的教宗牧徽

## 生平
本篤十五世初任時適逢第一次世界大戰爆發。教宗政府起初很堅決地擁奧、擁德，教宗從個人關係上贊成這兩國而反對塞爾維亞，加上奧匈帝國也是歐洲的天主教國家之一；另一方面，教宗和奧匈皇帝法蘭茲·約瑟夫一世的個人關係也是重要原因，教宗很信賴德意志地區的天主教的活動力，並冀望他管理該國的天主教徒。義大利王國加入協約國後教宗政府更不易處，使之改變擁奧的高調。之後，本篤十五世支持聖座嚴守中立的政策，更痛斥交戰國發動毒氣戰；他在1917年提出「七點和平計劃」，雖然功敗垂成，仍然不屈不撓，在戰爭結束後致力於國際和解。他的七點計劃指出：
1. “和平取代武力”
2. 必須“削減軍備”
3. “必須建立國際仲裁機制”
4. “存在航海自由”
5. 應該“放棄戰爭賠償”
6. “駐軍撤離佔領區。”
7. 對宣戰國的主張進行審查

部分內容包括在當時美國總統伍德羅·威爾遜的十四點原則中。
本篤十五世在任內七年主張拉近東西方教會的距離，對國際和平的努力受人尊敬，土耳其的伊斯蘭教徒在首都伊斯坦布爾他逝世後為他豎立雕像，紀念他「為全人類的保護者，無分國籍與信仰」。
其名號「本篤」被認為具有仁慈和容易親近的意思，並帶有和平使者以及協調者的喻意。

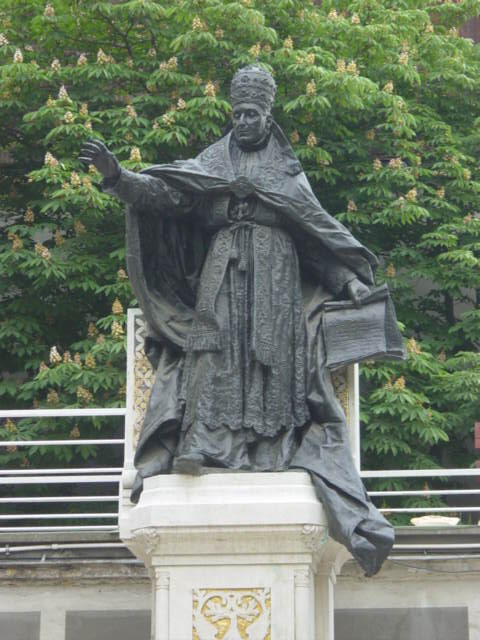
位於土耳其伊斯坦布爾的雕像，

## 譯名列表
- 本篤十五世：天主教香港教區禮儀委員會：禧年專頁 （页面存档备份，存于）、香港天主教教區檔案　歷任教宗、《大英簡明百科知識庫》2005年版[永久]中作“本篤”。
- 本尼狄克十五世：《世界人名翻譯大辭典》1993年版中作“本尼狄克”。